# Иван Биковски
Иван Д. Биковски е български хайдутин и революционер, деец на Вътрешната македоно-одринска революционна организация.

## Биография
Иван Биковски е роден в град Берово, тогава в Османската империя. Присъединява се към ВМОРО и участва в създадената от Гоце Делчев през 1897 година Саблярска бомболеярна като шлосер. След разтурянето на леярната заедно с Темелко Харамията от Крецово, Стоица Чорбаджийски от Панчарево, Атанас Сереков и Атанас Ризински от Будинарци, Мире от Прилеп и Георги Телеграфиста от Кюстендил заминават за вътрешността на Македония. Там през юли 1897 година се събират с четата на Васил Чочев, а Гоце Делчев поема командването, след което извършват няколко акции по събиране пари за целите на организацията.
Умира след 1932 година.

## Памет
На Иван Биковски е наречена улица в квартал „Дружба“ в София (Карта).